# Episodi di Diario di una nerd superstar (quinta stagione)
La quinta ed ultima stagione di Diario di una nerd superstar, composta da 24 episodi, è divisa da due parti la prima è andata in onda negli Stati Uniti d'America sul canale MTV dal 31 agosto 2015 al 9 novembre 2015, mentre la seconda dal 15 marzo 2016.
In Italia la stagione è andata in onda in prima visione satellitare su MTV Next, canale a pagamento della piattaforma Sky, dal 1º settembre 2015, proposta il giorno seguente la messa in onda originale.
| nº | Titolo originale                                    | Titolo italiano                                             | Prima TV USA      | Prima TV Italia   |
| -- | --------------------------------------------------- | ----------------------------------------------------------- | ----------------- | ----------------- |
| 1  | Prank Amateurs                                      | Scherzi da dilettanti                                       | 31 agosto 2015    | 1º settembre 2015 |
| 2  | Short Circuit Party                                 | Corto circuito                                              | 7 settembre 2015  | 8 settembre 2015  |
| 3  | Jenna in Wonderland                                 | Jenna nel paese delle meraviglie                            | 14 settembre 2015 | 15 settembre 2015 |
| 4  | Now You See Me, Now I Don't                         | La vera me                                                  | 21 settembre 2015 | 22 settembre 2015 |
| 5  | The Dis-Engagement Dinner                           | La festa di sfidanzamento                                   | 28 settembre 2015 | 29 settembre 2015 |
| 6  | Don't Dream It's Over                               | Il passato che non passa                                    | 5 ottobre 2015    | 6 ottobre 2015    |
| 7  | The Big Reveal                                      | La grande rivelazione                                       | 12 ottobre 2015   | 13 ottobre 2015   |
| 8  | An Indecent Promposal                               | Una proposta indecente                                      | 19 ottobre 2015   | 20 ottobre 2015   |
| 9  | Say No to the Dress                                 | Dire no al vestito                                          | 26 ottobre 2015   | 27 ottobre 2015   |
| 10 | Reality Does Not Bite                               | La realtà non morde                                         | 2 novembre 2015   | 3 novembre 2015   |
| 11 | The Graduates                                       | I diplomati                                                 | 9 novembre 2015   | 10 novembre 2015  |
| 12 | Holding On and Letting Go                           | Trattenere le lacrime e andare                              | 9 novembre 2015   | 10 novembre 2015  |
| 13 | I'm the Kind of Girl Who Found Her Voice in College | Sono il tipo di persona che ha trovato sé stessa al college | 15 marzo 2016     | 22 marzo 2016     |
| 14 | WTF Happened Last Year?                             | È successo l'anno scorso                                    | 22 marzo 2016     | 1º aprile 2016    |
| 15 | The Friend Connection                               | Il compleanno di Sadie                                      | 29 marzo 2016     | 8 aprile 2016     |
| 16 | Best Friends for Never                              | Nemicheamiche                                               | 5 aprile 2016     | 15 aprile 2016    |
| 17 | Fireworks                                           | Fuochi d'artificio                                          | 12 aprile 2016    | 22 aprile 2016    |
| 18 | Digging Deep                                        | Scavare a fondo                                             | 19 aprile 2016    | 29 aprile 2016    |
| 19 | Girl Gone Viral                                     | Scelte necessarie                                           | 26 aprile 2016    | 6 maggio 2016     |
| 20 | Misadventures in Babysitting                        | Disavventure da babysitter                                  | 3 maggio 2016     | 13 maggio 2016    |
| 21 | Living in Sin                                       | Gli errori del passato                                      | 10 maggio 2016    | 20 maggio 2016    |
| 22 | Home Again, Home Again                              | Di nuovo a casa                                             | 17 maggio 2016    | 27 maggio 2016    |
| 23 | Second Chances                                      | Seconde possibilità                                         | 24 maggio 2016    | 3 giugno 2016     |
| 24 | Happy Campers. Happier Trails                       | Passato, presente e futuro                                  | 24 maggio 2016    | 3 giugno 2016     |

## Scherzi da dilettanti
- Titolo originale: Prank Amateurs
- Diretto da: Peter Lauer
- Scritto da: Mike Chessler

### Trama
Dopo essere tornata dalla vacanza, Jenna, per puro caso, viene a conoscenza del fatto che Gabby e Jake hanno tradito Matty; la ragazza, non sapendo se dirlo a Matty o fingere di non esserne a conoscenza, chiede alla madre Lacey. Così Jenna, su consiglio di Lacey, decide di concentrarsi sulla nuova conquista: Brian, il ragazzo conosciuto in vacanza. La madre di Sadie torna in città e le chiede perdono, dicendo di essere cambiata. Nel frattempo Matty cerca di organizzare uno straordinario scherzo di fine anno, ma fallisce; i due ragazzi omosessuali della PHS, alla fine, invadono i corridoi del liceo con della schiuma. La puntata termina con Matty, che, venuto a conoscenza del tradimento, stende a terra Jake.

## Corto circuito
- Titolo originale: Short Circuit Party
- Diretto da: Peter Lauer
- Scritto da: Chris Alberghini

### Trama
Mentre tutti i ragazzi dell'ultimo anno sono a scuola per ripulire il corridoio dalla schiuma dello scherzo del giorno precedente, cominciano a giocare a una battaglia d'acqua e Jenna colpisce per sbaglio il generatore della scuola, causando un corto circuito che obbliga la scuola a chiudere per un giorno. Nonostante sia stato un incidente, tutti cominciano a credere che Jenna l'abbia fatto di proposito e la ragazza diventa immediatamente popolare. Decide così di fare una festa sulla spiaggia per festeggiare il giorno senza scuola. Jenna dice che porterà gli alcolici. Alla festa Matty si ubriaca e litiga con Jake (che, nel frattempo, si è messo con Gabby), tirandogli un pugno e esordendo con la frase "Io sono Matty McKibben!" che lo farà sembrare un egocentrico davanti a tutti gli studenti della Palos Hills, che cominceranno ad evitarlo. La mamma di Sadie cerca di comprare l'affetto della figlia con un auto.

## Jenna nel paese delle meraviglie
- Titolo originale: Jenna in Wonderland
- Diretto da: Gregory Guzik
- Scritto da: Anna Christopher

### Trama
Jenna è diventata popolare, perciò le Julia la invitano ad un'uscita con tre ragazzi dell'università. Jenna, però, si rende presto conto che quello stile di vita che ha desiderato a lungo è più noioso del previsto, così correrà subito da Tamara a passare la serata con lei. Matty, nel frattempo, è diventato impopolare e per questo stringe amicizia con i ragazzi più impopolari della scuola, tra cui Kyle.

## La vera me
- Titolo originale: Now You See Me, Now I Don't
- Diretto da: Chris Alberghini
- Scritto da: Ryan O'Connell

### Trama
Jenna è depressa perché sull'annuario scolastico è stata bollata come "la più deprimente". La Palos Hills organizza una serata in cui le madri imiteranno le figlie. Darlene si scopre impreparata, Ally corre in suo aiuto dimostrando di conoscere Sadie molto più di sua madre. Jenna teme per la figura che Lacey potrebbe farle fare durante l'imitazione, ma alla fine l'esibizione è un successo. Matty e Kyle vi assistono in segreto, anche se la serata è solo per donne.  

## La festa di sfidanzamento
- Titolo originale: The Dis-Engagement Dinner
- Diretto da: Ashley Rickards
- Scritto da: Shawn Simmons

### Trama
Jenna organizza la festa di fidanzamento per Tamara e Adam, alla festa però Jenna si lascia sfuggire che quel matrimonio è tutto una farsa, lasciando Adam furioso e Tamara in lacrime. Gabby si ubriaca e dice a Jenna che, la sera in Messico in cui lei ha fatto sesso con Jake, Matty voleva andare da Jenna per dirle che l'amava.

## Il passato che non passa
- Titolo originale: Don't Dream It's Over
- Diretto da: Brian Dannelly
- Scritto da: Leila Cohan-Miccio

### Trama
Dopo la festa di sfidanzamento Jenna e Tamara sono pronte per una maratona di Sex and the City ma Tamara si rende conto che quello che deve fare è andare alla base della marina e parlare con Adam, per spiegargli come sono andate le cose. Jenna cerca di convincerla a restare con lo scopo di non rimanere sola a rimuginare sul segreto di Matty di cui Gaby è a conoscenza ma Tamara afferma che, se Jenna è contraria alla sua idea, allora deve andare in quanto Jenna boicotta tutte le sue relazioni e parte per la base militare con Gaby addormentata in auto. Jenna inizia a pensare a quello che le ha detto T e Jake, a casa Hamilton alla ricerca della fidanzata, lo conferma. Jenna si addormenta e in un sogno stile Sex and the City rincontra tutti i suoi ex con i quali ha dei brevi colloqui. Jenna si sveglia e capisce di non aver mai smesso di amare Matty.
Nel frattempo Tamara parla con Adam, chiedendogli di ricominciare ma lui la rifiuta.

## La grande rivelazione
- Titolo originale: The Big Reveal
- Diretto da: Joanna Kerns
- Scritto da: Allison M. Gibson

### Trama
Lacey non vuole conoscere il sesso del nascituro, perciò incarica Jenna di organizzare una festa per il bambino in cui verrà svelato il sesso, alla festa ci saranno due grandi sorprese, si scoprirà che Lacey è incinta di una femminuccia e che Valerie, ritornata dal suo "viaggio intorno al mondo" (che si rivelerà essere stato un viaggio a Las Vegas) si sposerà presto con Orsacchiottone. Jenna, dopo aver capito di amare Matty organizza un appuntamento per rivelargli i suoi sentimenti, durante l'appuntamento però viene a sapere che Matty è stato accettato a Berkley ma che vuole rifiutare per poter andare in un college più vicino a quello di Jenna; per evitare che il ragazzo rinunci ai suoi sogni e al suo futuro, Jenna decide di rimarcare il fatto che i due siano solo amici.

## Una proposta indecente
- Titolo originale: An Indecent Promposal
- Diretto da: Mike Chessler
- Scritto da: Sarah Walker

### Trama
Jenna è tra le candidate a reginetta del ballo, il problema è che anche Matty lo è e la ragazza fa di tutto per evitarlo, arrivando persino a creare una lista pubblica (spalleggiata da Tamara) in cui chiunque non voglia essere invitato al ballo potrà mettere il suo nome. Jake decide che si prenderà un anno sabbatico in cui lavorerà per potersi permettere l'ingresso a un prestigioso college, scoprirà però che Gabby si vergogna di questa sua scelta e perciò la lascerà. Lissa andrà al ballo con Theo. Sergio romperà con Sadie, stanco dell'atteggiamento egoista e egocentrico della ragazza. Jenna inviterà Tamara al ballo mentre Matty ci andrà con Sadie.

## Dire no al vestito
- Titolo originale: Say No to the Dress
- Diretto da: Uta Briesewitz
- Scritto da: Jenna Lamia

### Trama
Jenna e Tamara si stanno preparando per andare al ballo, durante un brindisi però Jenna si macchia il vestito e, avendo bisogno di un vestito bianco, va al ballo con il vestito da sposa di Tamara. Dopo un confronto con sua madre, Sadie capisce che l'unico motivo del ricongiungimento con Darlene era il tentativo della donna di stupire il suo nuovo compagno con le sue doti da "buona madre" e quindi farsi fare la proposta di matrimonio. Sadie, delusa, decide di non smascherare la madre, dicendole però che tra di loro non ci sarà mai la possibilità di un riavvicinamento. Al ballo Jake è corteggiato da tutte le amiche di Gaby e Tamara riceve la visita di Adam che decide di perdonarla e le chiede di uscire insieme e ricominciare la loro storia ma con più calma. Jenna decide di andarsene dal ballo, Matty capisce di amare Jenna e corre al ballo: è una lotta contro il tempo.

## La realtà non morde
- Titolo originale: Reality Does Not Bite
- Diretto da: Uta Briesewitz
- Scritto da: Jenna Lamia

### Trama
Jenna torna a casa, delusa dal ballo e dal fatto di non aver visto Matty, ma dopo un discorso incoraggiante di Lacey decide di ritornare al ballo, dove lei e Matty si diranno finalmente che si amano. Il preside scopre Sadie con una fiaschetta di alcol nella borsa, perciò le vieta di sfilare per il diploma e di fare il discorso finale. Jake e Gabby decidono di interrompere la loro relazione restando però amici.

## I diplomati
- Titolo originale: The Graduates
- Diretto da: Peter Lauer
- Scritto da: Mike Chessler

### Trama
Con l'aiuto di Theo e Cole, Sadie si imbuca alla cerimonia di diploma riuscendo a fare il suo discorso. Valerie si sposa, sul palco, subito dopo la consegna dei diplomi, con Jenna come testimone e Lacey come officiante. Matty dice a Jenna che dovrà partire per Berkley il giorno seguente.

## Trattenere le lacrime e andare
- Titolo originale: Holding On and Letting Go
- Diretto da: Peter Lauer
- Scritto da: Chris Alberghini

### Trama
Grazie all'aiuto di Lissa Sadie torna con Sergio. Jenna lascia Matty perché crede di essere incapace di gestire una relazione a distanza, dopo un discorso di Valerie però, decide di tornare con il ragazzo e seguirlo a Berkley dove passeranno l'estate insieme.

## Sono il tipo di persona che ha trovato se stessa al college
- Titolo originale: I'm the Kind of Girl Who Found Her Voice in College
- Diretto da: Peter Lauer
- Scritto da: Mike Chessler

## È successo l'anno scorso
- Titolo originale: WTF Happened Last Year?
- Diretto da: Gail Lerner
- Scritto da: Anna Christopher

### Trama
Jenna decide di confessare a Luke quello che lo scorso anno, aveva causato il congelamento del suo rapporto con Matty e con Tamara. Per mantenere il rapporto a distanza, Jenna e Matty continuano a vedersi attraverso la webcam, fino a che un giorno Matty si presenta nell'atrio della Wycoffe per fare una sorpresa a Jenna. Da quel momento Matty tenterà di adattarsi allo stile di vita di Jenna, fino a che il giorno della festa di Halloween confessa di trovare molto noiosi e snob i suoi amici. Intanto Tamara incontra Sadie a New York, e le due sentendosi sole decidono di diventare migliori amiche. Jenna e Matty trascorrono la notte nel letto insieme ma separati tra di loro, e il mattino seguente Matty confessa di aver abbandonato il calcio in quanto costretto a restare sempre in panchina, e di voler entrare alla Wycoffe per restare con lei. Jenna sconvolta dalla situazione, dice di non volere il suo ragazzo lì perché non si sentirebbe a suo agio come invece si era sentita fino a quel momento, così Matty abbandona il college, e i due si lasciano definitivamente.

## Il compleanno di Sadie
- Titolo originale: The Friend Connection
- Diretto da: Mike Chessler
- Scritto da: Sarah Walker

### Trama
Jenna si rende conto di provare ancora qualcosa per Luke e i due decidono di riprendere a uscire. L'amicizia di Tamara e Sadie causa le gelosie non solo di Jenna ma anche di Lissa. Matty capisce che Sully, la sua nuova ragazza è forse un po' troppo estroversa.

## Nemicheamiche
- Titolo originale: Best Friends for Never
- Diretto da: Mike Chessler
- Scritto da: Ryan O'Connell

## Fuochi d'artificio
- Titolo originale: Fireworks
- Diretto da: Jeff Melman
- Scritto da: Allison M. Gibson

## Scavare a fondo
- Titolo originale: Digging Deep
- Diretto da: Steve Gainer
- Scritto da: Leila Cohan-Miccio

## Scelte necessarie
- Titolo originale: Girls Gone Viral
- Diretto da: Beau Mirchoff
- Scritto da: Ryan O'Connell (soggetto); Sarah Walker e Jenna Wycoff (sceneggiatura)

### Trama
Jenna è convinta di far rimuovere il suo articolo: è davvero dispiaciuta, ma Matty sembra non volerla perdonare. Tutti i suoi colleghi del Cestino delle Idee sono fieri di lei, avendo notato che il suo post in prima pagina è diventato virale. Anche Luke è davvero entusiasta del successo di Jenna, alla quale sarà affidato l'incarico di scrivere un e-book. Ciò porta, momentaneamente, Jenna a pensare di non volerlo più far rimuovere, ma un colloquio con sua madre (che ha parlato con Matty al corso di tedesco) la spinge a recarsi al Cestino delle Idee e cancellare l'articolo (dopo aver scoperto che Ethan ne aveva eliminato le parti in cui Jenna ammetteva le sue colpe). L'incarico di scrivere l'e-book viene assegnato ad Ophelia, che in questo episodio ha un rapporto intimo con Jake. Luke accompagna Jenna da Matty, ma quest'ultimo non vuole proprio saperne delle sue scuse. Jenna propone a Luke di andare e non aspettarla e poi, di fronte alla porta di casa McKibben (precedentemente chiusale in faccia) comincia a leggergli l'articolo intero, comprese le parti eliminate da Ethan, lo lascia passare sotto la porta, poi torna da Luke. L'episodio si conclude con Matty, seduto dietro la porta, commosso, che inizia a leggere l'articolo.

## Disavventure da babysitter
- Titolo originale: Misadventures in Babysitting
- Diretto da: Anne Mastro
- Scritto da: Jenna Lamia

### Trama
I genitori di Jenna devono uscire e non sanno a chi lasciare Morgan.Jenna si offre per fare la baby sitter a sua sorella ma le cose non vanno molto bene per sua fortuna arriva Matty che le dà un aiuto. Nel frattempo Lissa, sua madre Lesely, il fidanzato di Lesely, Carl, e il figlio sono a pranzo al Country club. Carl fa una proposta di matrimonio a Lesely che accetta, Lissa non è molto contenta della scelta della mamma ma Lesely le spiega che era l'unico modo per essere a posto per il resto della sua vita.Nello stesso momento Tamara, Sadie e Sergio sono ad una festa.Jenna e Matty fanno pace e grazie all'aiuto di Matty Jenna riesce a far addormentare Morgan prima che i suoi ritornino.Quando arrivano vedono la bambina a letto e si meravigliano e allo stesso tempo si congratulano con Jenna.

## Gli errori del passato
- Titolo originale: Living in Sin
- Diretto da: Chris Alberghini
- Scritto da: Leila Cohan-Miccio

## Di nuovo a casa
- Titolo originale: Home Again, Home Again
- Diretto da: Chris Alberghini
- Scritto da: Jenna Lamia

## Seconde possibilità
- Titolo originale: Second Chances
- Diretto da: Peter Lauer
- Scritto da: Chris Alberghini

## Passato, presente e futuro
- Titolo originale: Happy Campers. Happier Trails
- Diretto da: Peter Lauer
- Scritto da: Chris Alberghini e Mike Chessler

### Trama
Tutti si precipitano in ospedale per conoscere le condizioni di salute di Sadie, la ragazza fortunatamente si è solo rotta una gamba, ma i suoi amici e il personale medico temono si sia trattato di un tentativo di suicidio perciò chiamano una consulente: Valerie, che aiuterà la ragazza a riappacificarsi con Sergio e con i suoi amici. Il trasferimento di Jenna viene accettato, la ragazza potrà così frequentare un college più vicino a Luke. Jenna sembra felice, fino a che Matty non le dice di averla sempre amata e Jenna capisce di voler stare con lui. I due decidono perciò di vivere la loro storia, nonostante il futuro sia incerto.
Jake decide di lasciare il lavoro al Country Club e di trasferirsi a NY per cercare la sua strada. Tamara decide di non accettare i soldi del suo ragazzo ma di impegnarsi per ripagare i debiti che ha con la società di Carte di Credito contando solo sulle sue forze.